# Fuentecantos
Fuentecantos es una localidad y también un municipio de la provincia de Soria, partido judicial de Soria, Comunidad Autónoma de Castilla y León, España.Tiene un área de 8,82 km².

## Geografía
Está en la Comarca de Soria. Se encuentra a 13 kilómetros del centro de la capital soriana y su término municipal está atravesado por la carretera N-111 entre los pK 236 y 237. Se extiende en la zona conocida como el Campillo de Buitrago, por donde discurre un canal para el regadío que toma el agua del embalse del mismo nombre hasta el canal de Numancia. El relieve es bastante llano, en el que abundan los arroyos, siendo la altura del municipio de 1028 metros sobre el nivel del mar. 

Término municipal de Fuentecantos.

| Noroeste: Garray, Fuentelsaz de Soria | Norte: Fuentelsaz de Soria | Noreste: Fuentelsaz de Soria  |
| Oeste: Garray                         |                            | Este: Buitrago                |
| Suroeste: Garray                      | Sur: Garray                | Sureste: Velilla de la Sierra |

## Historia
El censo de Pecheros de 1528, en el que no se contaban eclesiásticos, hidalgos y nobles, registraba la existencia de 19 pecheros, es decir unidades familiares que pagaban impuestos.
A la caída del Antiguo Régimen la localidad se constituye en municipio constitucional en la región de Castilla la Vieja, partido de Soria que en el censo de 1842 contaba con 41 hogares y 164 vecinos.

## Geografía humana

### Demografía
Cuenta con una población de 65 habitantes (INE 2024).
| Gráfica de evolución demográfica de Fuentecantos entre 1842 y 2021                                                    |
| |
| Población de derecho según los censos de población del INE. Población de hecho según los censos de población del INE. |

## Curiosidades
Es un pueblo que, como muchos otros de la Vieja Castilla, tuvo población suficiente para tener Maestro, Médico y Sacerdote con sus respectivas viviendas, conservándose éstas aunque actualmente habitadas por particulares.
Hoy en día no tiene suficiente población para mantener estos servicios que se prestan desde la capital gracias a su proximidad.
Actualmente se han construido viviendas nuevas y rehabilitado algunas antiguas.
A destacar la iglesia de San Miguel (patrón del pueblo), La escuela (hoy día es el centro cultural), el Ayuntamiento con su frontón de juego de pelota y La Fuente con sus caños de agua, Pilón y Lavadero.
En la actualidad también tiene parada de autobús.